# 凯兰德·奥布莱恩
凯兰德·奥布莱恩（英語：Kelland O'Brien，1998年5月22日—）是一名澳大利亚男子自行车运动员。他曾在2017年世界場地自由車錦標賽上获得男子个人追逐赛项目的铜牌。2017年12月，他获得澳大利亚体育学院奖年度最佳新人运动员奖。